# أمين عزت الهجين
أمين محمود عزت الهجين ( 1902 - 1965 ) هو شاعر مصري ولد في القاهرة.

## نشأته وحياته
تلقى تعليمه بمدارس حي شبرا بالقاهرة، ثم التحق بكلية الحقوق بجامعة القاهرة، وحصل فيها على درجة الليسانس، عاش بين القاهرة والإسكندرية.
عمل بالمحاماة، ثم التحق بالعمل موظفًا في وزارة الداخلية، وترقى في سلك الشرطة، وكان آخر مناصبه قبل إحالته إلى المعاش هو مساعد مدير أمن محافظة الإسكندرية، كان عضوَا في نقابة المحامين، وعضو نقابة المؤلفين والملحنين، نظم عدداً من القصائد والأغاني اللي أداها المغنون في عصره، بالرغم من عمله في الشرطة لدرجة أنه اعتزل المحاماة لهذا السبب، وأن اسمه ألغي من بين الشعراء اللذين  قد كرموا الموسيقار محمد عبد الوهاب في حفل بالكونتيننتال سنة 1932، لأنه امتنع عن إلقاء قصيدته التي أعدها بهذه المناسبة.

## إنتاجه الشعري
له ديوان مخطوط بعنوان: «خمر الآلهة»، ونشر عدداً من قصائده بمجلة «الأسبوع» القاهرية، استمر النشر بها ما بين 1934، 1938 منها:
- «شجوني»: العدد 12 - 1934/2/14.
- «مجد الشاعر»: العدد 13 - 1934/2/21.
- «غرفة الشاعر»: العدد 19 - 1934/4/4.
- «من أغاني الربيع - قبلات»: العدد 23 - 1934/5/20.
- «على النيل»: العدد 26 - 1934/6/23.

له قصيدة طلع الفجر ياحبيبي - لحنها رياض السنباطى وغنتها فتحيه احمد، و أقصوصة شعرية بعنوان «العودة» في منظر واحد (وهي بين ثلاث شخصيات: هو، هي، الحب)، نشرت في مجلة الأسبوع - العدد 38 - 1934/8/15.

## أعماله الأخرى
كتب الكثير من القصص اللي لم يهتم بتجميعها، منها: قصة ذات مساء: مجلة الأسبوع - العدد 30 - 1934/6/20.

## أعماله مع محمد عبد الوهاب[1]
- القلب ياما انتظر
- هاجرني ليه
- الليل يطول عليا
- حب الوطن
- ايه انكتبلي
- شجاني نومك
- مين عذبك
- ياناسية وعدي
- امتى الزمان
- بالله ياليل يجينا
- ياحبيبي كحل السهر
- حبيب القلب
- ليلة الوداع

## أسلوبه
شعره عاطفي وجداني يصدر عن أحاسيسه مباشرة، وقد استطاع أن يجسد هذه الأحاسيس في إيقاعات وصور خفيفة على السمع واللسان، من ثم كان شعره مطمحاً للملحنين وأهل الغناء، يستوي في هذا شعره الفصيح والعامي، أما موضوعه الأثير فهو الحب وحالاته وعثراته وعوائقه، ما بين الهجر واللهفة والوحدة والأمل.
وصفه بعض أصدقائه بكرم النفس وصفاء المخيلة، وأنه شاعر حر النزعة يحيا حياة بوهيمية، وربما وصف بما يخالف ذلك بعض الشيء، فأشير إلى خجله الشديد.

## وفاته
توفى في العام 1965 بعد ثلاثة أيام من حادث سيارة.